# بريجيد بازلين
بريجيد بازلين (بالإنجليزية: Brigid Bazlen)‏ هي مقدمة تلفزيونية وممثلة أمريكية، ولدت في 9 يونيو 1944 في الولايات المتحدة، وتوفيت في 25 مايو 1989 بسياتل في الولايات المتحدة بسبب سرطان. بدأت مشوارها المهني سنة 1958.

## أعمال

### أفلام
- (1962) كيف غلب الغرب[5][6]

## وصلات خارجية
- بريجيد بازلين على موقع IMDb (الإنجليزية)
- بريجيد بازلين على موقع أول موفي (الإنجليزية)
- بريجيد بازلين على موقع قاعدة بيانات الأفلام السويدية (السويدية)
- بريجيد بازلين على موقع قاعدة بيانات الفيلم (الإنجليزية)